# Mollinedia clavigera
Mollinedia clavigera är en tvåhjärtbladig växtart som beskrevs av Louis René Tulasne. Mollinedia clavigera ingår i släktet Mollinedia och familjen Monimiaceae. Inga underarter finns listade i Catalogue of Life.